# Schenkenberg (Uckermark)
Schenkenberg ist eine amtsangehörige Gemeinde im äußersten Norden des Landkreises Uckermark in Brandenburg. Sie gehört zum Amt Brüssow (Uckermark) mit Sitz in der Stadt Brüssow.

## Geografie
Das Gemeindegebiet liegt auf einer Grundmoräne, die sich zwischen den parallel verlaufenden Tälern der Ucker und Randow ausbreitet. Sie ist durch viele kleine Seen und Tümpel sowie durch eine intensive Landwirtschaft und wenige Waldgebiete gekennzeichnet. In der Umgebung findet man eine große Zahl an Windenergieanlagen. Schenkenberg liegt zwischen den uckermärkischen Städten Brüssow und Prenzlau.

Windrose zur Orientierung über seine Lage:
|          | Pasewalk                                    |       |
| Blindow  | Kompassrose, die auf Nachbargemeinden zeigt |       |
| Prenzlau | Gramzow                                     | Grenz |

## Gemeindegliederung
Zu Schenkenberg gehören die Ortsteile Ludwigsburg und Schenkenberg sowie die bewohnten Gemeindeteile Baumgarten, Dauerthal, Kleptow und Wittenhof.

## Geschichte
1256 wird der Ort als Schenkenberc urkundlich erstmals erwähnt. 1478 kam Schenkenberg in den Besitz derer von Pfuel.
Schenkenberg gehörte seit 1817 zum Kreis Prenzlau in der preußischen Provinz Brandenburg und ab 1952 zum Kreis Prenzlau im DDR-Bezirk Neubrandenburg. Seit 1993 liegt die Gemeinde im brandenburgischen Landkreis Uckermark.
Die Gemeinde Ludwigsburg, die am 1. Juli 1961 durch den Zusammenschluss der bis dahin selbstständigen Gemeinden Baumgarten und Kleptow entstand, wurde am 31. Dezember 2001 eingemeindet.
Der frühere Ortsteil Blindow schied mit Wirkung zum 1. November 2001 aus dem Gemeindeverband aus und wurde nach Prenzlau eingegliedert.
Die Gemeinde gehörte von 1992 bis zu dessen Auflösung 2001 zum Amt Prenzlau-Land und wechselte mit Wirkung zum 1. November 2001 zum Amt Brüssow (Uckermark).

## Bevölkerungsentwicklung
| Jahr | Einwohner |
| ---- | --------- |
| 1875 | 210       |
| 1890 | 173       |
| 1910 | 280       |
| 1925 | 288       |
| 1933 | 246       |
| 1939 | 234       |

| Jahr | Einwohner |
| ---- | --------- |
| 1946 | 324       |
| 1950 | 323       |
| 1964 | 502       |
| 1971 | 478       |
| 1981 | 375       |
| 1985 | 366       |

| Jahr | Einwohner |
| ---- | --------- |
| 1990 | 333       |
| 1995 | 309       |
| 2000 | 466       |
| 2005 | 667       |
| 2010 | 583       |
| 2015 | 600       |

| Jahr | Einwohner |
| ---- | --------- |
| 2020 | 619       |
| 2021 | 619       |
| 2022 | 645       |
| 2023 | 641       |
| 2024 | 630       |

Gebietsstand des jeweiligen Jahres, Einwohnerzahl: Stand 31. Dezember (ab 1991), ab 2011 auf Basis des Zensus 2011, ab 2022 auf Basis des Zensus 2022

## Religion
24 % der Einwohner von Schenkenberg sind evangelisch, 6 % katholisch.
Die evangelischen Kirchengemeinden Baumgarten-Schenkenberg (mit den Dorfkirchen in Baumgarten und Schenkenberg) und Kleptow (mit der Dorfkirche Kleptow) sind dem Pfarrsprengel Schönfeld im Kirchenkreis Uckermark der Evangelischen Kirche Berlin-Brandenburg-schlesische Oberlausitz zugeordnet.
Die Katholiken gehören der Pfarrei St. Maria Magdalena in Prenzlau, Erzbistum Berlin, an.

## Politik

### Gemeindevertretung
Die Gemeindevertretung von Schenkenberg besteht aus acht Gemeindevertretern und dem ehrenamtlichen Bürgermeister. Die Kommunalwahl am 26. Mai 2019 führte zu folgendem Ergebnis:
| Partei / Wählergruppe         | Stimmenanteil | Sitze |
| ----------------------------- | ------------- | ----- |
| Wir für unsere Gemeinde       | 27,7 %        | 2     |
| Gemeinsame Liste Schenkenberg | 24,1 %        | 2     |
| Einzelbewerber Gerd Runge     | 14,4 %        | 1     |
| Einzelbewerber Rüdiger Müller | 11,3 %        | 1     |
| Einzelbewerber Thomas Golz    | 10,5 %        | 1     |
| Einzelbewerber Stephan Hübner | 06,4 %        | 1     |
| Einzelbewerber Krause         | 05,7 %        | –     |

### Bürgermeister
- 2003–2024: Hans-Ludwig Müller[13]
- seit 2024: Thomas Golz[14]

Müller wurde in der Bürgermeisterwahl am 26. Mai 2019 ohne Gegenkandidat mit 60,3 % der gültigen Stimmen für eine weitere Amtszeit von fünf Jahren wiedergewählt.

Golz wurde in der Kommunalwahl 2024 ohne Gegenkandidat mit 75,5 % der abgegebenen Stimmen für eine Amtszeit von fünf Jahren gewählt.gewählt.

## Sehenswürdigkeiten

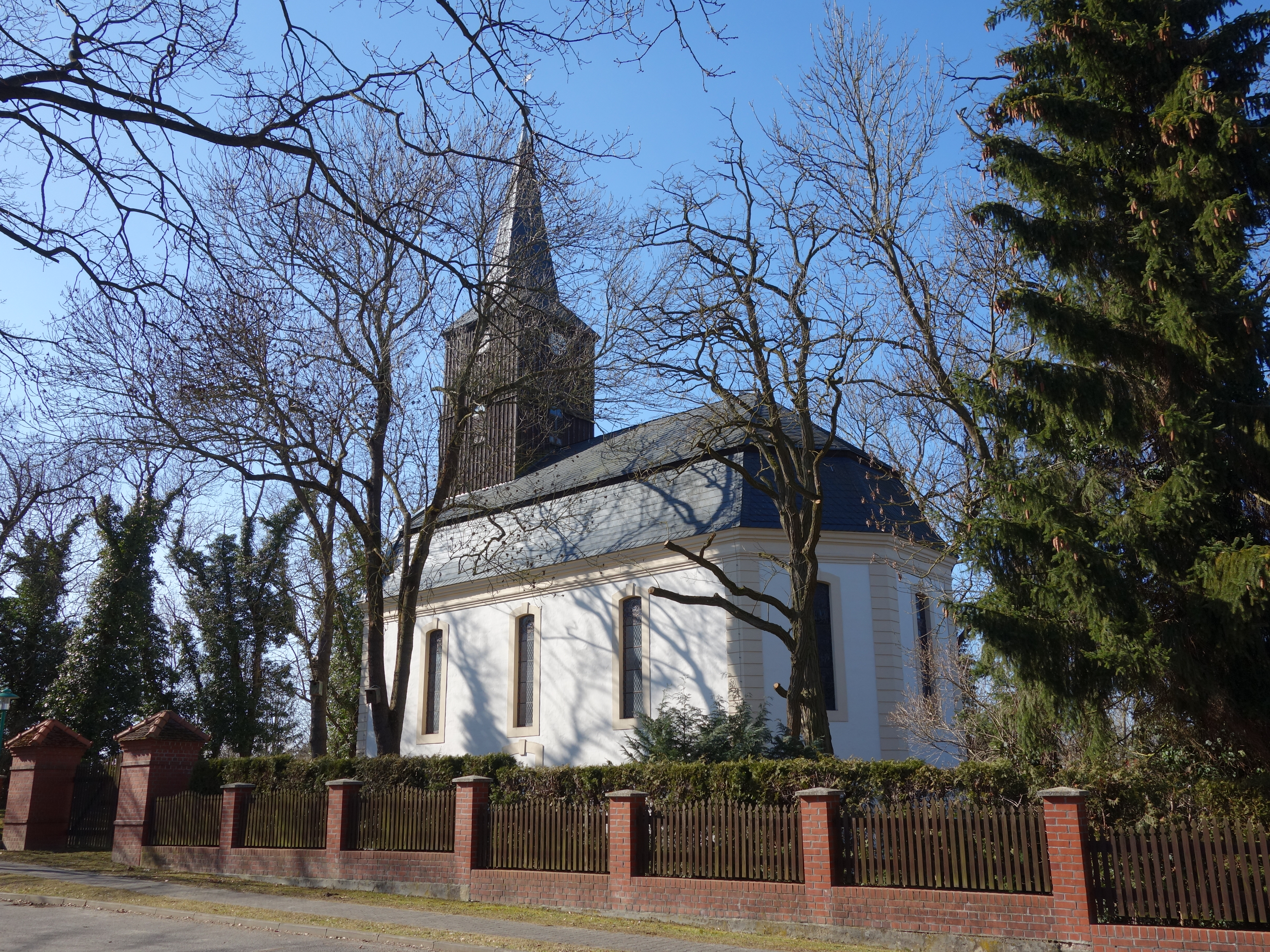
Dorfkirche Schenkenberg

In der Liste der Baudenkmale in Schenkenberg (Uckermark) stehen die in der Denkmalliste des Landes Brandenburg eingetragenen Denkmäler.
- Die Dorfkirche Baumgarten entstand in der zweiten Hälfte des 13. Jahrhunderts und wurde 1709 um einen hölzernen Turmaufsatz mit Haube und Laterne ergänzt. Im Innenraum steht eine einheitliche Ausstattung aus der Mitte des 18. Jahrhunderts.
- Die Dorfkirche Schenkenberg (Uckermark) ist eine Saalkirche, die im Kern im Jahr 1685 entstand. Nach einem Brand im Jahr 1900 baute die Kirchengemeinde sie in neubarocken Formen wieder auf. Im Innern befindet sich eine bauzeitliche Kirchenausstattung.

## Verkehr
Schenkenberg liegt an der Landesstraße L 26 zwischen Prenzlau und Brüssow. Die Ostseeautobahn A 20 (Kreuz Uckermark–Lübeck) führt zwischen Schenkenberg und den Ortsteilen Kleptow und Ludwigsburg hindurch. Die Anschlussstelle Prenzlau-Ost liegt auf dem Gemeindegebiet.
Bis zum Sommer 1972 hatten Wittenhof, Schenkenberg (Uckerm), Ludwigsburg (Uckerm) und Kleptow Haltepunkte an der Bahnstrecke Prenzlau–Klockow. Seitdem ist der Bahnbetrieb eingestellt.